# Peter Wagner (Musikproduzent)
Peter Wagner-Rudolph (* 28. Dezember 1942 in Leipzig; † 2. Dezember 2022 in Warendorf) war ein deutscher Musikproduzent.

## Leben
Zunächst war er in den 1960er Jahren in Berlin als Musiker unterwegs und wurde dann von Heino Gaze zum Toningenieur ausgebildet. Ab 1971 arbeitete er für die Hansa-Studios in Berlin. Dort produzierte er nicht nur Musik-Schallplatten, sondern auch zahlreiche Hörspiele, für die er auch Musik und Lieder komponierte. Insgesamt schrieb Peter Wagner 500 Kinderlieder.
Seit Ende der 1970er Jahre war Wagner sehr erfolgreich als Schlager-Komponist und -Produzent für Peter Maffay, Udo Jürgens und Roland Kaiser.
Peter Wagner starb kurz vor seinem 80. Geburtstag am 2. Dezember 2022 in Warendorf.